# Store Færder
59°04′02.04″N 10°31′26.07″Ø / 59.0672333°N 10.5239083°Ø
Store Færder eller bare Færder er en markant ø i Oslofjorden, beliggende i Tjøme kommune i Vestfold og Telemark fylke i Norge. Her blev Norges anden  fyrlygte tændt i 1697. Øen, med sin højde, position, og let genkendelige form, har åbenbart været vigtig for navigation i Skagerrak lang tid tilbage, længe før fyret blev anlagt. Øen markerer indsejlingen til Oslofjorden, og var en markør for skibe som sejlede fra Skagerrak til Kattegat eller omvendt, under ruten mellem Nordsøen og Østersøen, der var blandt Nordeuropas vigtigste handelsveje i flere hundrede år. 
I 1857 blev fyret flyttet til Tristein lidt længere mod  syd i havet. Allerede i 1700-tallet blev Tristein kaldt for Lille Færder, bl.a. i det engelske søkortatlas The English Pilot fra 1780. 
På Store Færders højeste punkt, 59,11 m over havet, ligger ruinerne efter det første Færder fyr. Det var et privat fyr formet som en åben, smedet fyrgryde. Gryden stod ret på bakken og fyrpasseren efterfyldte med kul og træ hele natten. På et år blev der brændt omkring 540 tønder kul. I 1799 overtog det offentlige ansvaret for fyrdriften, og et tårn med stor lygte stod færdig i 1802. Kulfyret blev erstattet af et linseapparat og fyrlamper drevet på petroleum i 1852. Ruiner efter fyranlægget på toppen af Store Færder kan stadig ses, og de blev fredet af Miljødepartementet i 1997. 
Store Færder er i dag en del af Ormø-Færder landskapsvernområde, og dele af øen er beskyttet  som naturreservat, og siden 2013 en del af Færder nationalpark. 